# Дирутенийпентатербий
Дирутѐнийпентате́рбий — бинарное неорганическое соединение, интерметаллид
тербия и рутения
с формулой Tb5Ru2,
кристаллы.

## Получение
- Сплавление стехиометрических количеств чистых веществ:

{\displaystyle {\mathsf {5Tb+2Ru\ {\xrightarrow {1150^{o}C}}\ Tb_{5}Ru_{2}}}}

## Физические свойства
Дирутенийпентатербий образует кристаллы
моноклинной сингонии, пространственная группа C 2/c, параметры ячейки a = 1,5745 нм, b = 0,6318 нм, c = 0,7279 нм, β = 97,21°, Z = 4,
структура типа дикарбида пентамарганца Mn5C2
.
Соединение конгруэнтно плавится при температуре ≈1150 °C.